# Мангышлакский областной комитет КП Казахстана
Мангышлакский (с 1990 года — Мангистауский) областной комитет Коммунистической партии Казахстана — региональный орган партийного управления в Казахской ССР (1973—1988 и 1990—1991 годы).
Мангышлакская область в составе Казахской ССР была образована 20 марта 1973 года из южной части Гурьевской области. Центр — г. Шевченко.
2 июня 1988 года область упразднена, территория возвращена в состав Гурьевской области.
17 августа 1990 года образована Мангистауская область. Центр — г. Шевченко.

## Первые секретари Мангышлакского обкома (1973—1988)
- 1973—1980 Ашимбаев, Туткабай Ашимбаевич
- 1980—15.11.1985 Мукашев, Саламат Мукашевич
- 15.11.1985—06.1988 Казаченко, Юрий Георгиевич

## Первый секретарь Мангистауского обкома (1990—1991)
- 08.1990—09.1991 Новиков, Фёдор Афанасьевич